# Рой Годжсон
Рой Го́джсон (англ. Roy Hodgson, нар. 9 серпня 1947 року, Кройдон) — англійський футболіст, захисник. По завершенні ігрової кар'єри — тренер. Тренер року Швейцарії (1993).

## Ігрова кар'єра
У дорослому футболі дебютував 1965 року виступами за «Крістал Пелес», в якому провів один сезон.
Протягом 1966—1969 років захищав кольори «Тонбрідж Енджелс».
Своєю грою за останню команду привернув увагу представників тренерського штабу клубу «Грейвсенд енд Нортфліт», до складу якого приєднався 1969 року. Відіграв за команду з Нортфліта наступні два сезони своєї ігрової кар'єри. Більшість часу, проведеного у складі «Грейвсенд енд Нортфліт», був основним гравцем команди.
Після того перейшов у «Мейдстоун Юнайтед», за який виступав протягом 1971—1972 років.
Надалі грав за непрофесійні англійські клуби до завершення кар'єри гравця у 1976 році.

## Кар'єра тренера
Розпочав тренерську кар'єру 1976 року, очоливши тренерський штаб клубу «Хальмстад».
К подальшому очолював клуби «Бристоль Сіті», «Еребру», «Мальме», «Ксамакс», «Інтернаціонале», «Блекберн Роверз», «Грассгоппер», «Копенгаген», «Удінезе», «Вікінг», «Фулгем» та «Ліверпуль», а також збірні Швейцарії, ОАЕ та Фінляндії.
З 2011 по 2012 рік очолював тренерський штаб «Вест-Бромвіч Альбіон».
18 лютого 2019 року у віці 71 рік і 192 дні став найстаршим фахівцем в історії англійської Прем'єр-ліги.
У січні 2022 року Рой Годжсон очолив «Вотфорд», який на той час перебував у зоні вильоту із Прем'єр-ліги. Контракт тренера був розрахований до завершення сезону 2021/22, а його прихід не зумів покращити гру команди, яка під його керівництвом зазнала 13 поразок у 18 іграх при двох перемогах і трьох нічиїх. «Вотфорд» так і завершив сезон на 19-ій позиції, втративши місце в найвищому дивізіоні, а тренер після завершення контракту команду залишив. 
У березні 2023 року очолив «Кристал Пелес».

## Досягнення

### Як тренера
- Чемпіон Швеції (4):

«Гальмстад»: 1976, 1979
«Мальме»: 1986, 1988
- Володар Кубка Швеції (2):

«Мальме»: 1985-86, 1988-89
- Володар Суперкубка Швейцарії (1):

«Ксамакс»: 1990
- Чемпіон Данії (1):

«Копенгаген»: 2000-01

### Особисті
- Тренер року в Англії: 2010